# Síh Williamsův
Síh Williamsův (Prosopium williamsoni, mountain whitefish) je jednou z nejrozšířenějších lososovitých ryb na západě Severní Ameriky.
Tvar těla síhů Williamsových se podobá tělu kaprovitých, odlišit se dá podle lososovité tukové ploutve. Tělo je štíhlé a téměř válečkovité, především stříbrné s odleskem olivově zelené. Na krátké hlavě se nachází malá ústa pod čenichem. Může být až 70 cm dlouhý a 2,9 kg těžký.
Je rybou horských proudů a jezer, upřednostňuje čistou, chladnou vodu a velkou hloubku, alespoň jednoho metru. V jezeře Tahoe žijí tak téměř až u dna. Živiny nachází také u dna, kde ocasní a prsní ploutví rozmíchává půdu a odkrývá larvy, hlemýždě, raky nebo různonožce. Hlavní chod mají večer, ve dne si ale také občas něco uloví. Jedí především v poloviční hloubce, ale mohou se dostat až k hladině, kde rádi loví jepice.
Třecí období je pak mezi říjnem a začátkem prosince, při teplotách od dvou do šesti stupňů Celsia. Ryby hledají oblasti hrubého štěrku nebo říčního štěrku v minimální hloubce 75 cm a nakladou neadhezivní vajíčka, která klesají do štěrbin. Vejce se vyvíjejí šest až deset týdnů přes zimu a mláďata se líhnou až na jaře.
Síhové Williamsovi se objevují po celém západě Severní Ameriky, na severu až v řece Mackenzie a úmoří Hudsonova zálivu, dále v řece Columbii a v horních tocích řek Missouri a Colorado.
Přestože za dob Indiánů byl tento druh jejich důležitým živobytím, v moderní době se stává méně dostupným, nejspíš kvůli přetížení vod, ve kterých žije. Je také velice populární rybářskou atrakcí.